# Auroră

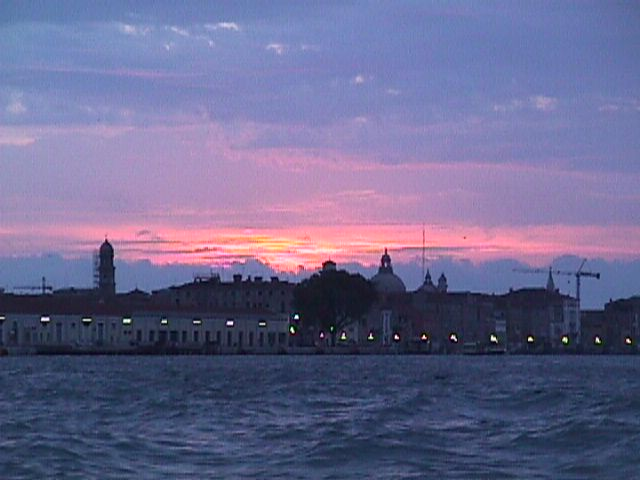
Auroră în Veneţia.

Aurora este o parte a dimineții timpurii, premergătoare răsăritului, care poate să fie recunoscută datorită prezenței luminii slabe a soarelui, în timp ce acesta rămâne încă dedesubtul orizontului. Astronomic, se consideră că aurora începe când soarele este 18 grade sexagesimale dedesubtul orizontului, fiind anterioară crepusculului.